# Duranta erecta
Duranta erecta, Tala blanco es un arbusto de la familia Verbenaceae, distribuida desde México a América del Sur y las Antillas. Es ampliamente cultivada como planta ornamental en jardines tropicales y subtropicales de todo el mundo, y se ha naturalizado en muchos países. Se considera una especie invasora en Australia, China, Sudáfrica y en varias islas del Pacífico. En México, los originarios de habla náhuatl la nombraban Xcambocoché.

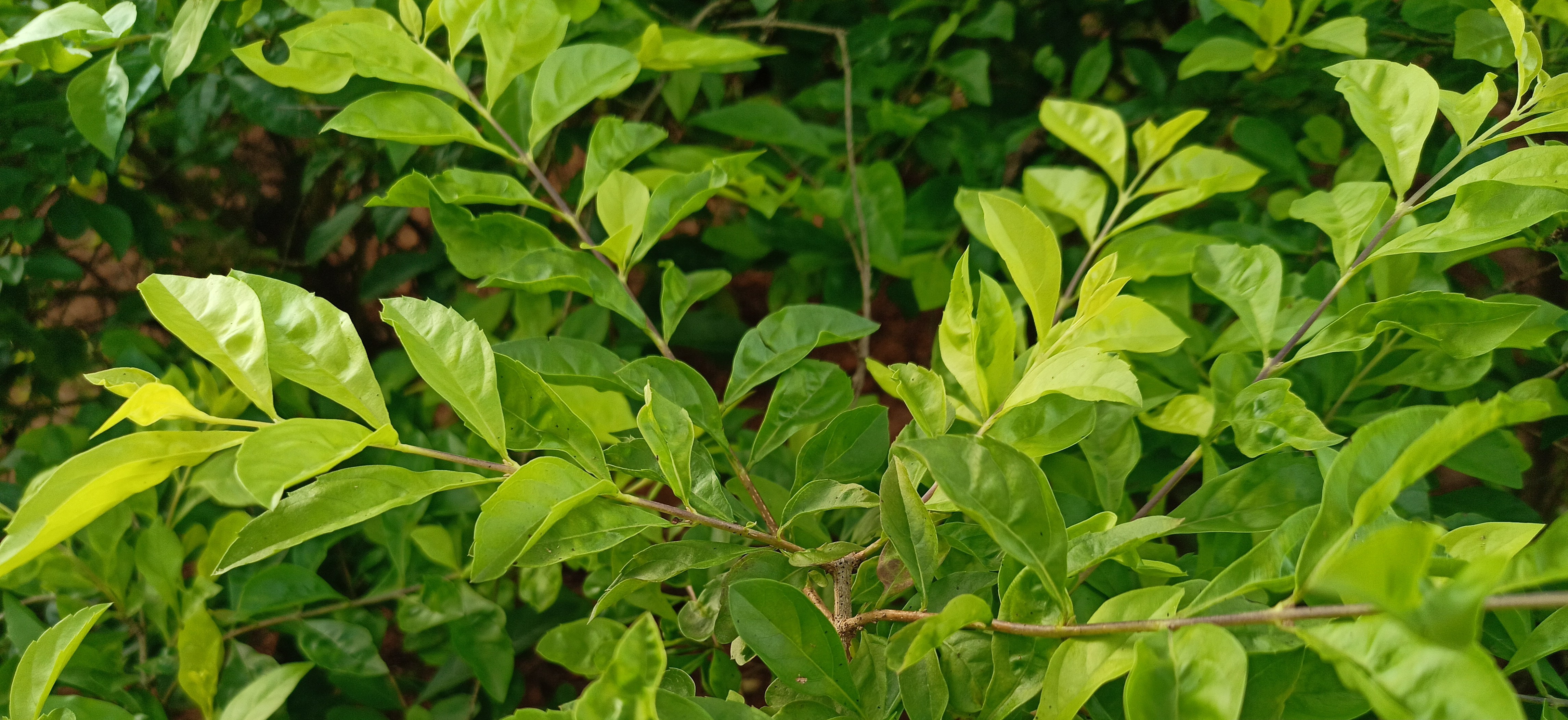
Vista de la planta

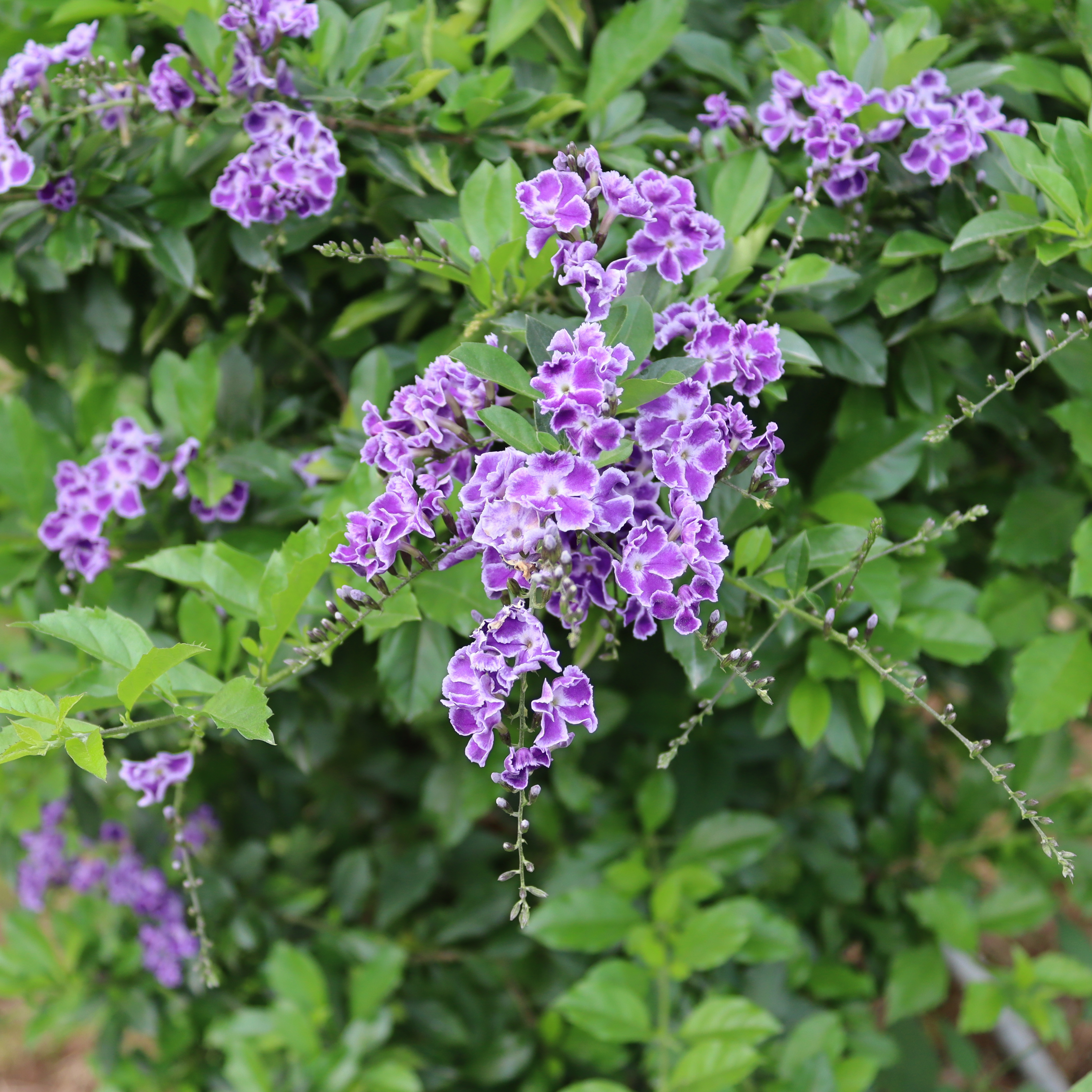
Detalle de las flores

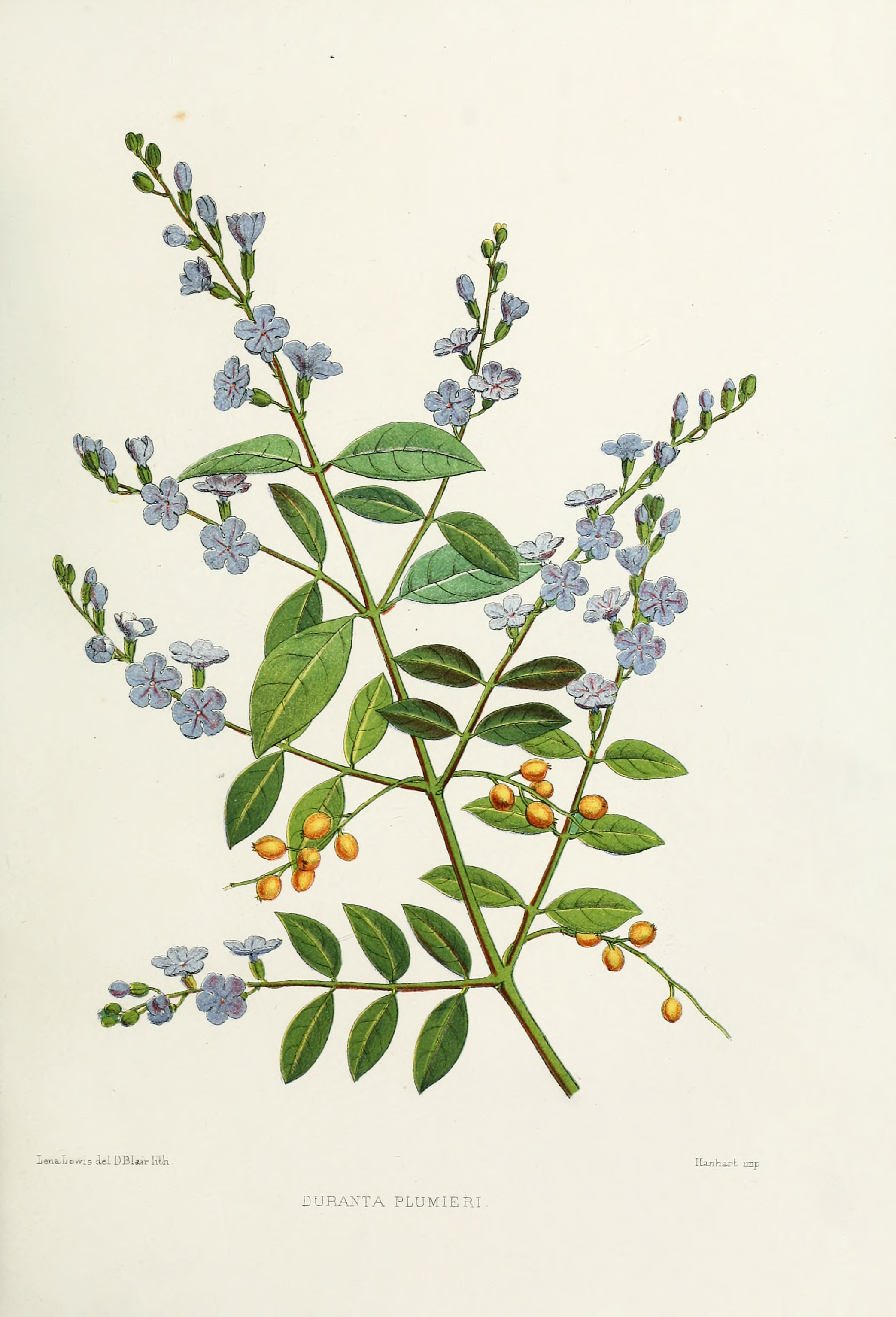
Ilustración

## Descripción
Arbusto que alcanza un tamaño de 2–4 m de altura,poco espinoso o  inerme de follaje persistente.  Hojas opuestas, simples, obovado-espatuladas a elípticas, 3.2–7 cm de largo y 1.5–3 cm de ancho, ápice agudo (a redondeado), base atenuada, margen entero o con pocos dientes irregulares en la mitad superior, con diminuta pubescencia o glabras. Inflorescencia racimos de 5–22 cm de largo, terminales y axilares, a veces presentándose como panículas, corola zigomorfa, lila blanquecino o blanca. Florece en verano.Fruto en forma de baya, de un centímetro más o menos de diámetro, amarillo-anaranjado en la madurez, contiene una semilla en cada lóculo.Fruto estrecha y completamente envuelto por el cáliz acrescente, con apariencia abayada, jugoso (puede ser un poco amargo), amarillo a anaranjado brillante, tubo subgloboso 6–8 mm de largo, dientes extendidos más allá del fruto en un rostro torcido de 1–3 mm de largo; fruto drupáceo, pirenos 4, cada uno con 2 semillas.

## Distribución y hábitat
Vive en regiones neotropicales de América del Sur, en el Uruguay se cita solamente para el norte. Se desarrolla en bosques caducifolios, encinar, matorral espinoso, selva baja caducifolia y subcaducifolia, selva mediana caducifolia y subcaducifolia, vegetación secundaria derivada de estos tipos de vegetación.

## Propiedades
Las hojas y bayas de la planta son tóxicas, y se ha confirmado que han matado a niños, perros y gatos. Sin embargo, los pájaros comen la fruta sin efectos nocivos.
En el estado de Hidalgo, se usa la cocción de las hojas para purificar la sangre.
Historia
Para el siglo XX, Maximino Martínez la reporta como antipirético y estimulante.
Química
En el fruto se han identificado los alcaloides, isoquinolina, y un derivado de la 5,6-dihidro-7H-2-piridina además de los monoterpenos durantósido I, durantósido II y repenósido.
Las hojas y frutos de D. repens contienen un glicósido saponínico y la presencia de ácido cianhídrico. El durantósido ha sido detectado en hojas y tallos con hojas, además de la amida en la última muestra. La isoquinolina es letal para insectos.

## Cultivo
Es ampliamente cultivada como planta ornamental en las regiones tropicales y subtropicales. Sus vistosas flores y frutos lo convierten en un complemento deseable en los jardines y las flores atraen mariposas y colibríes. [ 4 ] Hay una gran variedad de cultivares disponibles, entre ellos  'alba', 'aurea', 'Aussie gold', 'gold mound', 'geisha girl', 'sapphire showers', y 'variegata'.

## Nomenclatura
Duranta erecta fue descrita por Carlos Linneo y publicado en Species Plantarum 2: 637. 1753.
Etimología
Duranta: nombre genérico que fue otorgado en honor de Castor Durantes, un botánico italiano del siglo XV.
El epíteto específico «erecta» significa «recto». La planta también se conoce como D. repens, del latín «progresiva».
Sinonimia
Tiene 106 sinónimos 
- Duranta angustifolia Salisb.
- Duranta dentata Pers.
- Duranta ellisiae Jacq.
- Duranta inermis L.
- Duranta integrifolia Tod.
- Duranta latifolia Salisb.
- Duranta macrodonta Moldenke
- Duranta microphylla Willd.
- Duranta microphylla Desf.
- Duranta plumieri Jacq.
- Duranta racemosa Mill.
- Duranta repens L.
- Duranta spinosa Mill.
- Duranta turbinata Tod.
- Duranta xalapensis Kunth
- Ellisia acuta L.[12]